# Чаузовська сільська рада
Чау́зовська сільська рада (рос. Чаузовский сельский совет) — сільське поселення у складі Топчихинського району Алтайського краю Росії.
Адміністративний центр — село Чаузово.

## Істрія
2011 року ліквідована Листвянська сільська рада, територія увійшла до складу Чаузовської сільради.

## Населення
Населення — 267 осіб (2019; 378 в 2010, 519 у 2002).

## Склад
До складу сільської ради входять:
| Населений пункт | Населення, осіб (2002) | Населення, осіб (2010) |
| --------------- | ---------------------- | ---------------------- |
| Листвянка, село | 202                    | 159                    |
| Чаузово, село   | 317                    | 219                    |